# Evelyn Insam
Pour les articles homonymes, voir Insam.
Evelyn Insam, née le 10 février 1994 à Bressanone, est une sauteuse à ski italienne.

## Parcours sportif
Evelyn Insam commence le saut à ski dès 2003, repérée par l'entraîneur Romed Moroder.

### Coupe continentale
Elle commence sa carrière internationale en prenant part à une épreuve de Coupe continentale de saut à ski à Dobbiaco le 18 janvier 2006 : elle obtient la 32e place, elle a alors 12 ans.
Depuis, elle participe régulièrement à des épreuves de Coupe continentales estivales et hivernales, avec pour meilleur résultat une place de deuxième le 21 janvier 2009 à Dobbiaco. Son meilleur classement sur une saison est une place de 13e en hiver 2010.

### Coupe du monde
Evelyn Insam participe à la Coupe du monde féminine de saut à ski dès l'épreuve inaugurale le 3 décembre 2011 à Lillehammer où elle prend la 6e place. À Hinterzarten le 7 janvier 2012, elle prend la 6e place d'un concours réduit à une seule manche pour causes de conditions de vent difficiles, puis le lendemain, elle se place 18e, puis 16e à Predazzo le 14 janvier, et 13e le lendemain ; elle occupe alors la 12e place du classement provisoire. Le 5 janvier 2013, elle obtient son premier podium à Schonach avec une deuxième place.
Insam qui marque des points jusqu'à la saison 2016-2017, prend sa retraite sportive en 2019.

### Championnats du monde junior
Evelyn Insam participe aux championnats du monde junior de saut à ski à Zakopane en 2008 où elle prend la huitième place, à Štrbské Pleso en 2009 avec également une huitième place, à Hinterzarten en 2010 où elle se place douzième, et à Otepää en 2011 avec une place de cinquième. En 2013 à Liberec elle obtient son meilleur résultat avec la médaille d'argent.

### Championnats du monde
Evelyn Insam participe aux Championnats du monde de saut à ski de 2009 à Liberec où elle prend la treizième place.
À Oslo le 25 février 2011, lors d'un concours de championnat du monde difficile en raison du vent et du brouillard, Evelyn Insam se place sixième lors de la première manche, à seulement un point derrière Coline Mattel qui prendra le bronze, puis termine huitième.
Elle est huitième de nouveau en 2013 à Val di Fiemme, en Italie.

### Jeux olympiques
En 2014, Insam termine cinquième du premier concours olympique de saut à ski féminin lors des Jeux de Sotchi.
Elle prend part aux Jeux olympiques de Pyeongchang quatre ans plus tard, mais ne se qualifie pas pour la deuxième manche (34e).

## Famille
Son frère Alex est aussi un sauteur à ski de niveau international.

## Palmarès

### Jeux olympiques
| Épreuve / Édition | Sotchi 2014 | Pyeongchang 2018 |
| Individuel        | 5e          | 34e              |

### Championnats du monde
| Épreuve / Édition  | Liberec 2009                     | Oslo 2011                        | Val di Fiemme 2013 | Falun 2015 | Lahti 2017 |
| Individuel         | 13e                              | 8e                               | 8e                 | 33e        | 33e        |
| par équipes mixtes | Épreuve inexistante à cette date | Épreuve inexistante à cette date | 7e                 | 9e         |            |

### Coupe du monde
- Meilleur classement général : 12e en 2013.
- 3 podiums individuels.
- 1 podium par équipes mixtes.

#### Classements généraux annuels
| Année | Rang |
| 2012  | 13e  |
| 2013  | 12e  |
| 2014  | 19e  |
| 2015  | 36e  |
| 2016  | 30e  |
| 2017  | 30e  |

### Championnats du monde junior
- Médaille d'argent du concours individuel en 2013 à Liberec.

### Coupe continentale
- Meilleur classement général : 11e en 2014.
- 1 podium.

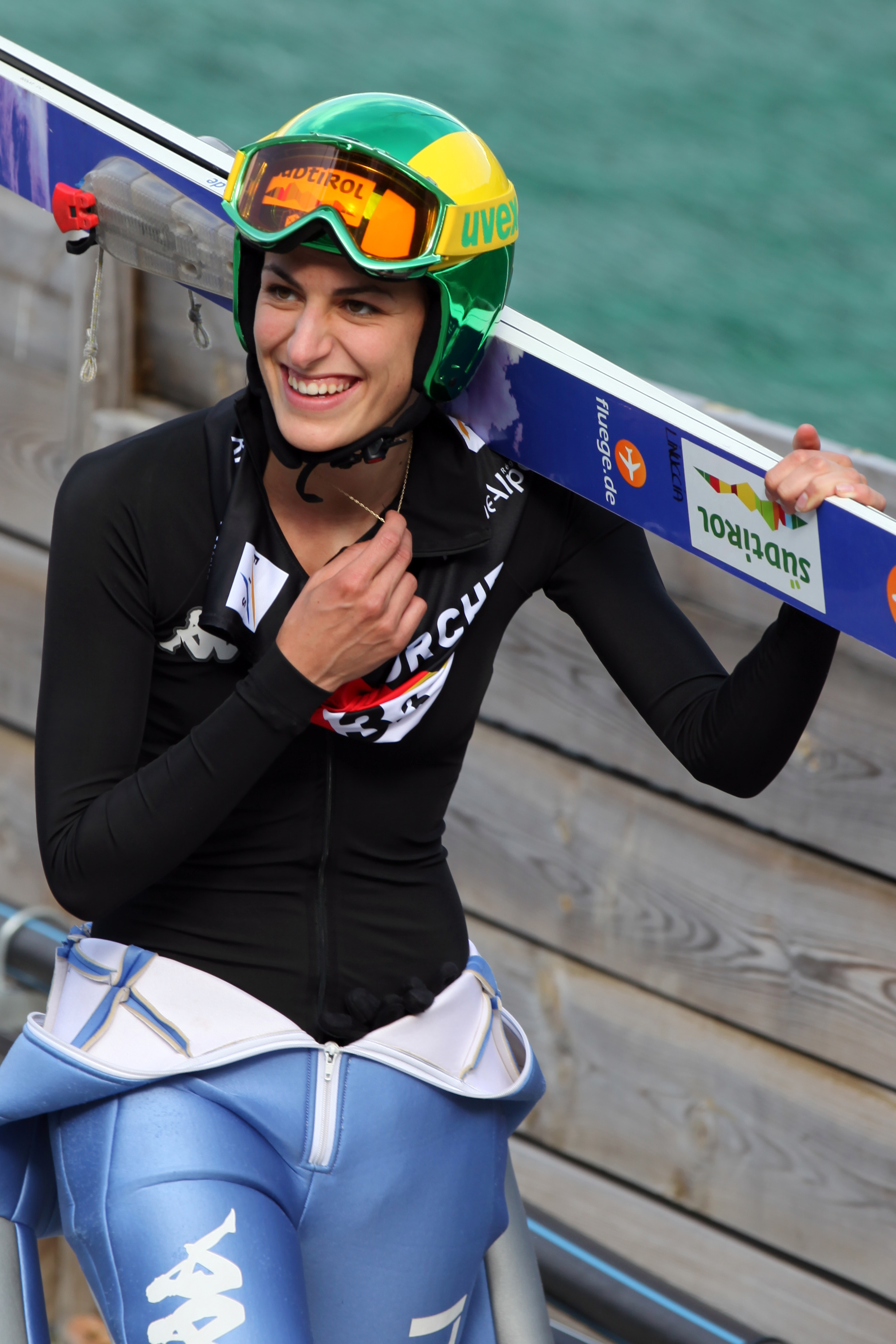
Evelyn Insam en 2013
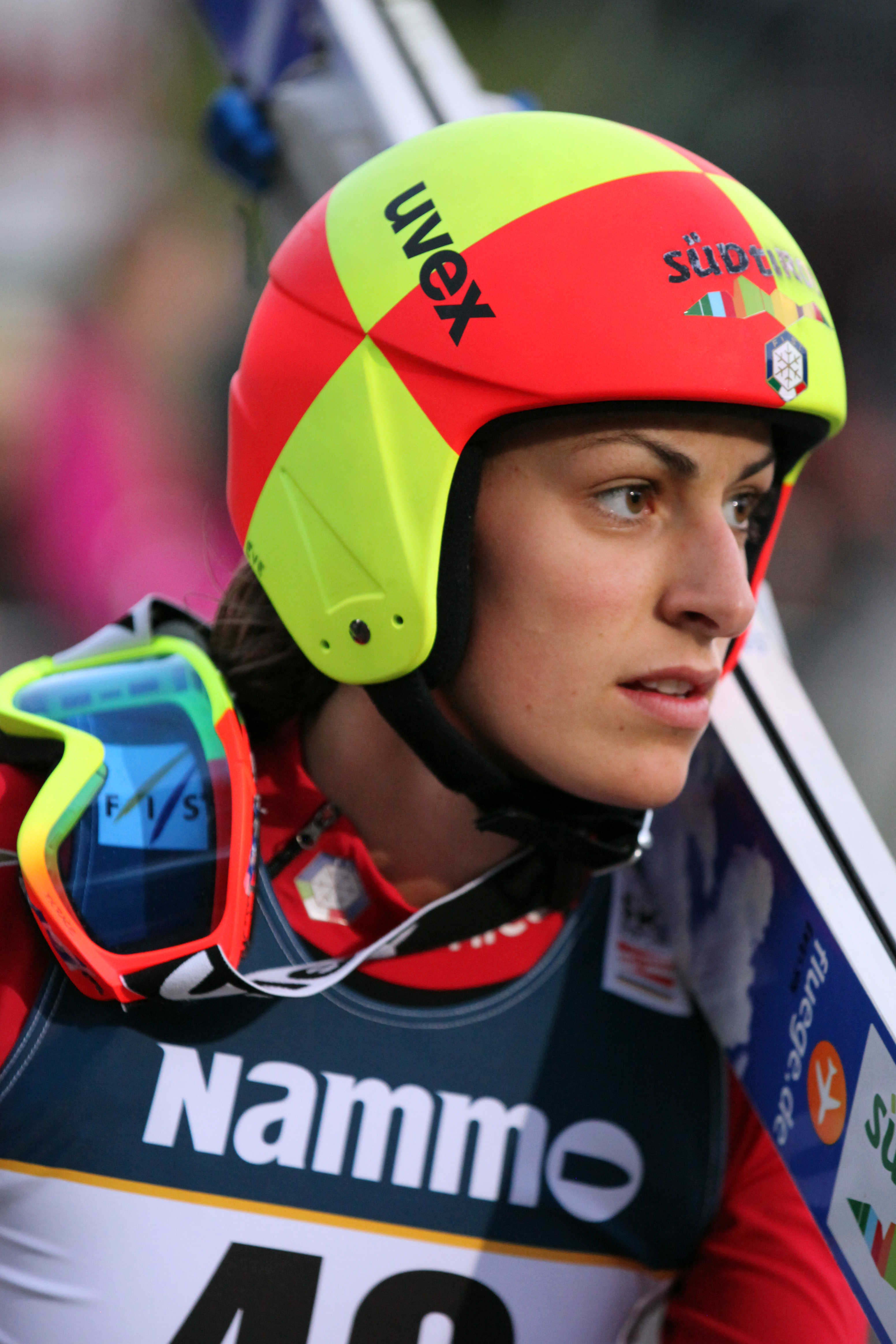
Evelyn Insam en 2012
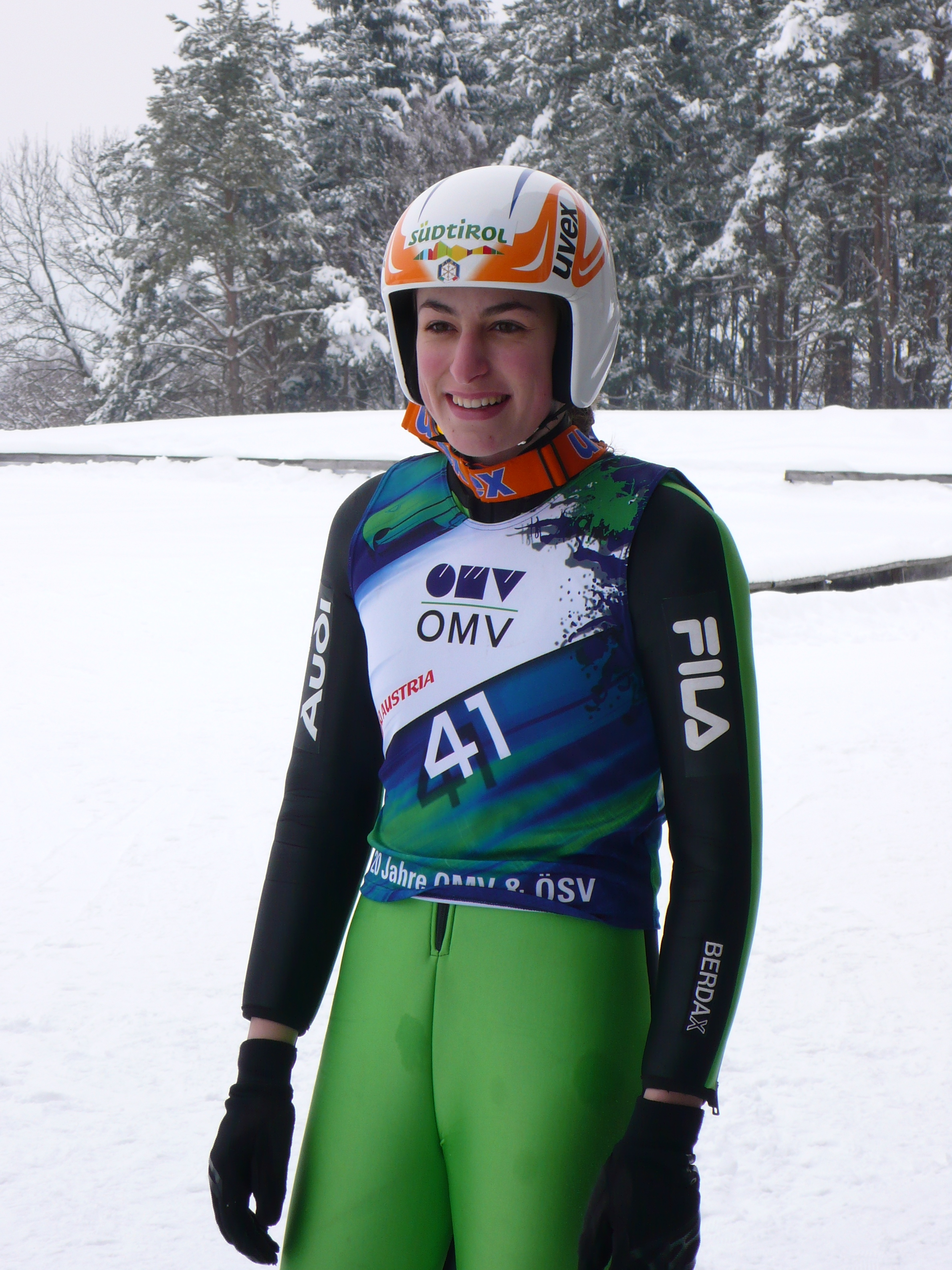
Evelyn Insam en 2010
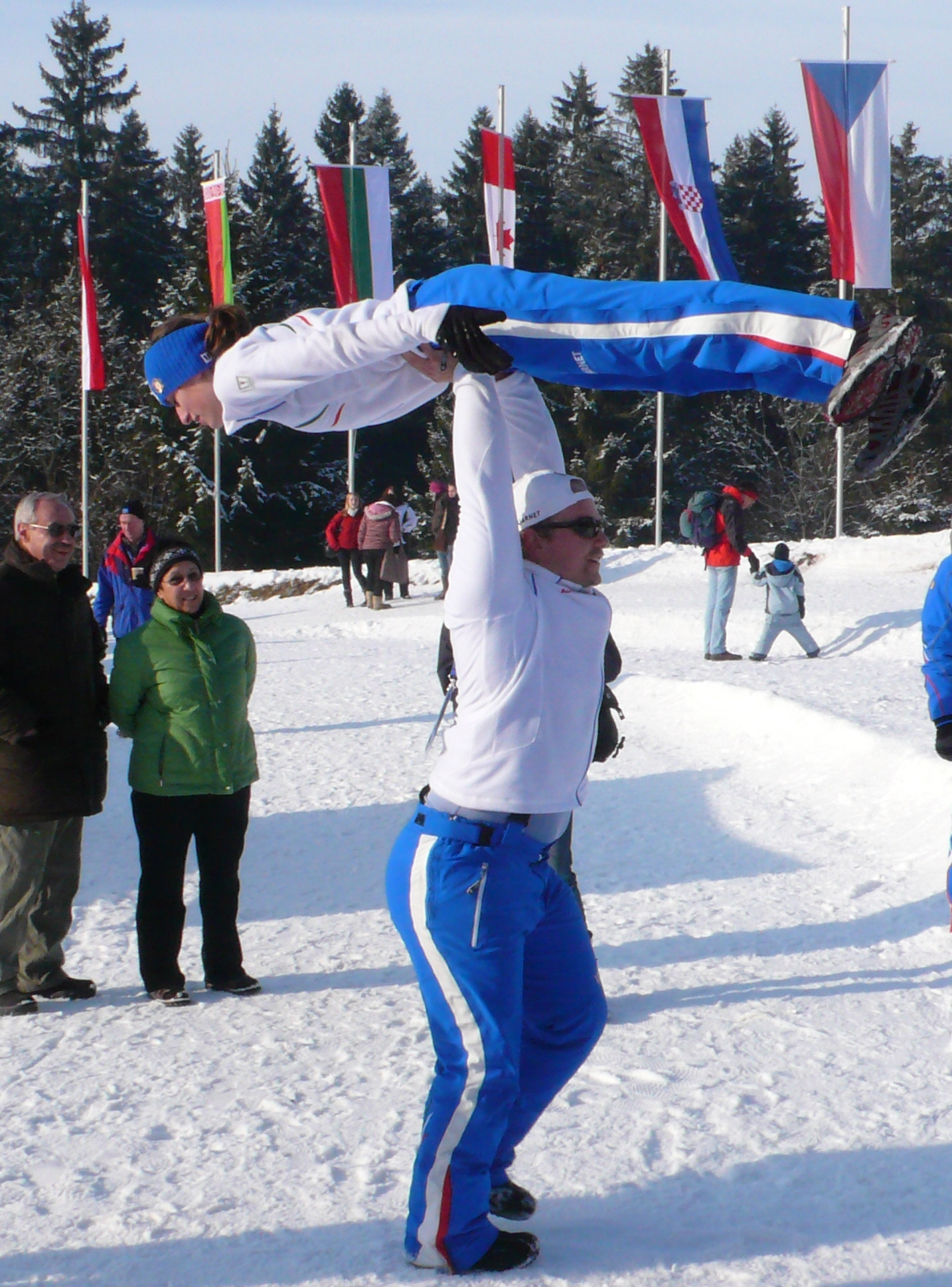
Evelyn Insam avec son entraîneur Fabian Ebenoch